# عبد الرحمن رباح الكيالي
عبد الرحمن رَباح الكَيّالي (1916 - 1998) أكاديمي ومؤرخ أدبي وشاعر فلسطيني. ولد في مدينة الرملة. درس المرحلتين الابتدائية والإعدادية في مدرستي الرملة ويافا والثانوية في الرملة ثم في معهد القاهرة الثانوي من 1928 حتى 1931. بقي في مصر لمواصلة تعليمه العالي وتخرج بدار العلوم في جامعة القاهرة 1936، ثم حصل على دبلوم الدراسات العليا من جامعة الجزائر سنة 1970، ثم الدكتوراه في الأدب العربي الحديث من الجامعة نفسها 1973. نشر شعره في الصحف العربية مثل «الأهرام» المصريّة، «والآداب» اللبنانية، و«اللواء» الفلسطينية، ولم يجمعه كاملًا في ديوان. له دراسات أدبية في تاريخ الأدب العربي والشعر الفلسطيني ومقالات ومحاضرات نقدية كتبها في يافا خلال سنوات 1935-1936.

## سيرته
ولد عبد الرحمن رباح الكيّالي في مدينة الرملة في قضاء يافا بمتصرفية القدس العثمانية سنة 1916 م/ 1334 هـ ونشأ بها. درس المرحلة الابتدائية فيها والإعدادية في يافا 1928، ثم درسَ المرحلة الثانوية في الرملة وأنهاها في معهد القاهرة الثانوي خلال سنوات 1929-1931. درس في الأزهر أربع سنوات نظامية وواصل تعليمه العالي في مصر وحصل على شهادة الليسانس في اللغة العربية والدراسات الإسلامية من كلية دار العلوم بجامعة القاهرة سنة 1936، ثم ذهب إلى الجزائر فحصل على شهادة الدبلوم العالي في الدراسات الأدبية من جامعة الجزائر سنة 1970، فشهادة الدكتوراه في الأدب العربي الحديث من الجامعة نفسها سنة 1973. 

اشتغل بالتدريس، وعمل مدرّسًا في القدس والخليل بفلسطين الانتدابية. عيّن قاضيًا شرعيًا في يافا، وعمل نائبًا لقاضي القدس الشرعي من 1947 حتى 1948، لكنه لم يمارس مهام وظيفته بسبب النكبة. واصل مهنته في التدريس في بغداد حيث هاجر إلى العراق بعد سنة 1948. ثم رجع إلى وطنه ودرّس في المدرسة الرشيدية بالقدس، ثم في كلية بير زيت، ثم في كلية الحسين الثانوية بعمّان، ثم في معهد المعلمين. أصبح مديراً لدار المعلمين في حوّارة بإربد، ثم مفتشًا. 

عيّن مستشارًا ثقافيًا للأردن في الجزائر، وأثناء إقامته هناك حصل على شهادة الدكتوراه 1973، وعمل بعد تقاعده مدرّسًا في جامعة قسنطينة الناشئة حينئذ، وظل في الجزائر 15 عامًا حتى أواخر ثمانينيات القرن العشرين. 

توفِّي عبد الرحمن رباح الكيّالي سنة 1998م / 1418هـ في عمّان، الأردن.

## جوائزه وتكريمه
- 1991: منح وسام القدس للثقافة والفنون والآداب. [3]

## مؤلفاته
في الدراسات الأدبية:
- «القريب في الأدب العباسي»، 1950
- «التأسيس في النقد الأدبي»، 1960
- «الوافي في تاريخ الأدب العربي»، 1960
- «الشعر الفلسطيني في نكبة فلسطين»، 1980

وله أيضًا:
- «الساحل الوضّاء»، مجموعة شعرية، 1993
- «شاهد العصر»، مجموعة شعرية مخطوطة
- «أبو فراس الحمداني: حياته وشعره»، دراسة، مخطوطة
- «حرية الفكر في الإسلام»، مجموعة مقالاته نشرها في «الجامعة الإسلامية»